# ポリス・ストーリー/レジェンド
『ポリス・ストーリー/レジェンド』（原題：警察故事2013）は、2013年に公開されたジャッキー・チェン主演の中国映画。
過去の、「警察故事（ポリス・ストーリー）」シリーズと内容的な関連はない。

## ストーリー
中国公安当局に勤めるベテラン刑事ジョンは、娘のミャオからの連絡で歓楽街にある工場を改装したナイトクラブ「ウー・バー」を訪れる。

長年仕事に追われていたために家族との時間をまともに過ごせず、妻の死に目にすら立ち会えなかったジョンは、その事を恨むミャオとの会話もままならない。

そんな時、ジョンは突然何者かに背後を襲われ気を失ってしまう。気がつくとジョンは別室で椅子に拘束、バーは厳重に閉鎖され、中にいたミャオを含む複数の客も人質に取られていた。

事件の首謀者はこのナイトクラブの経営者ウー。彼は自ら警察に通報し、ある取引を持ちかける。

ジョンは見張りが交代した隙に拘束を解き部屋を脱出。バー内部やウーに関する情報を集めるうちに、この人質事件が自身が5年前に関わった、とある事件と関係している事を知るのだった…。

## キャスト
| 役名               | 俳優               | 日本語吹替 |
| ------------------ | ------------------ | ---------- |
| ジョン・ウェン     | ジャッキー・チェン | 石丸博也   |
| ウー・ジアン       | リウ・イエ         | 堀内賢雄   |
| ミャオ             | ジン・ティエン     | 木下紗華   |
| 隊長               | ユー・ロングァン   | 塾一久     |
| ジャン局長         | リウ・ペイチー     | 斉藤次郎   |
| ニウ               | リュウ・イーウェイ | 赤城進     |
| ラン               | イン・タオ         | 岡田恵     |
| 薬局店主           | 那威               | 間宮康弘   |
| ウェイ・シャオフー | ジョウ・シャオオー | 後藤光祐   |
| シャオウェイ       | クーリー・ナザー   | 堀川千華   |
| ピチョン           | リュウ・ハイロン   | 北村謙次   |

※日本語吹替版では、映画の前売り券を購入した一般人の中から抽選で1名、ジャッキー(＝石丸)と共演できる権利と、エンドクレジットで名前が掲載されるキャンペーンが行われた。

## スタッフ
- 監督・脚本・編集：ディン・シェン
- アクション監督：ヘ・ジュン
- プロデュース：ジャッキー・チェン、ヨウ・ニン、ルー・ジェン
- 製作総指揮：ジャッキー・チェン、ハン・シャオリー
- 特別協賛：上海フォルクスワーゲン
- 協力：中華人民共和国公安部、北京市公安局
- 製作協力：China Film、China Movie Channel、Xi'An Dragon Film And TV Culture
- 製作：Jackie&JJ Productions、Wanda Media、Starlit film

- 日本語吹き替え版翻訳：平田勝茂